# Leipzig Bayerischer Bahnhof

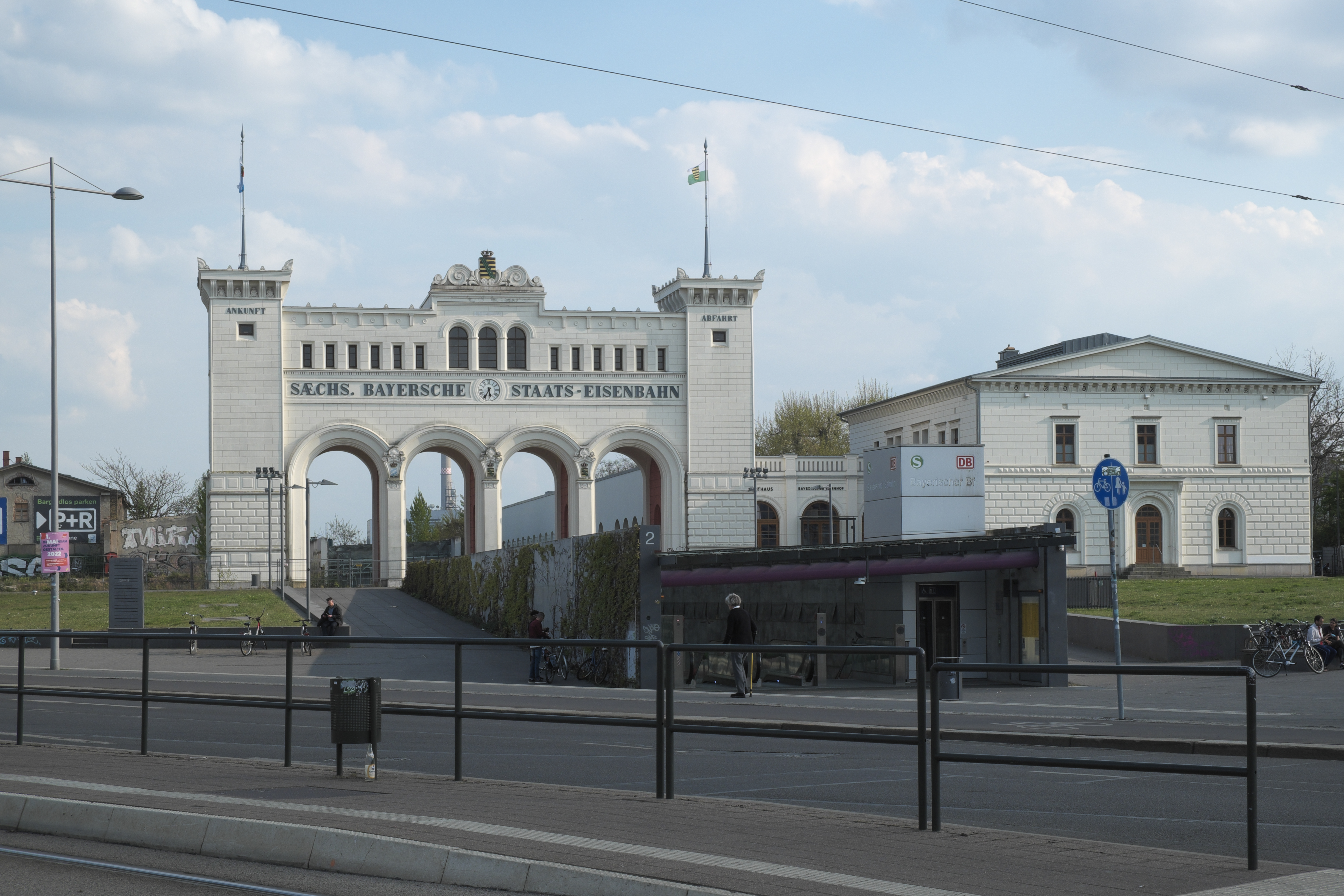
Leipzig Bayerischer Bahnhof med dagens utseende. Nedgången är framför den gamla portalen.

Leipzig Bayerischer Bahnhof är Tysklands äldsta bevarade järnvägsstation, belägen i Leipzig. Stationen öppnades för trafik 1842 på järnvägen Leipzig–Hof av  Sächsisch-Baiersche Eisenbahn-Compagnie, som senare togs över av Königlich Sächsische Staatseisenbahnen vilka drev järnvägstrafiken under namnet Sächsisch-Bayerische Staatseisenbahn.
2001 stängde stationen för trafik på grund av bygget av City-Tunnel Leipzig. Stationen återöppnades 15 december 2013 efter att tunneln blivit klar. Sedan dess har stationen varit en del av S-Bahn Mitteldeutschland. Den nya stationen är byggd under den gamla.
Byggnaderna på den västra sidan av den gamla stationsbyggnaden renoverades 1999 och inhyser idag restaurang och bryggeri . 

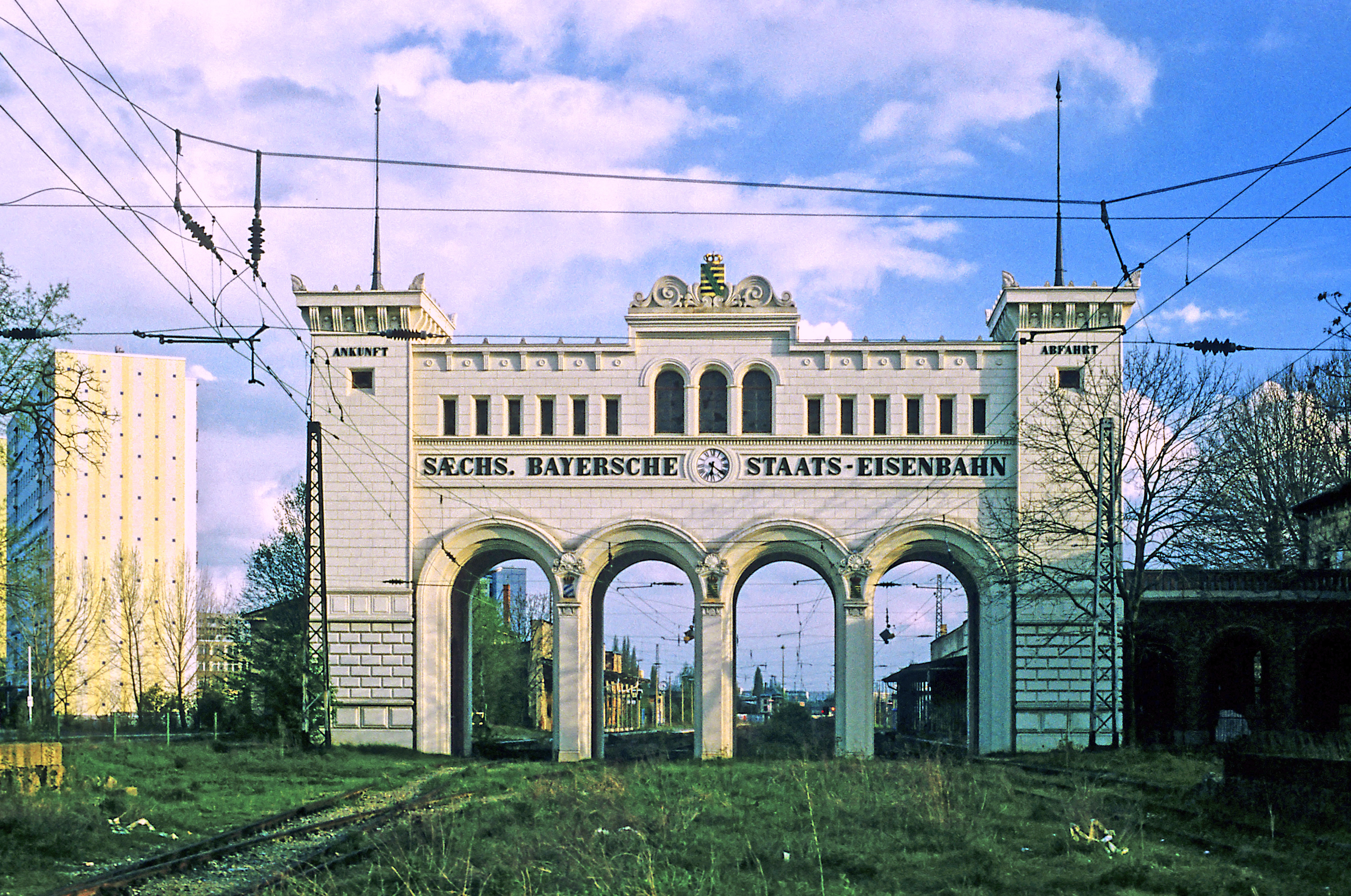
Leipzig Bayerischer Bahnhof 2001, precis innan ombyggnation.

## Linjer
På Leipzig Bayerischer Bahnhof stannar idag sju av tio linjer på S-Bahn Mitteldeutschland. 